# Киреев, Василий Васильевич
Василий Васильевич Киреев (1908—1986) — советский инженер-строитель. Заслуженный строитель РСФСР, лауреат Ленинской премии, дважды лауреат Сталинской премии.

## Биография
Василий Киреев родился в 1908 году в Москве.
В 1932 году окончил Ленинградский институт путей сообщения. В 1932—1933 годах работал прорабом-строителем в городе Усть-Луга, затем поступил в аспирантуру на кафедру мостов Ленинградского автодорожного института.
В 1933—1937 годах работал на строительстве канала Москва-Волга. Занимал должности от инженера до заместителя начальника отдела строительства канала. В 1937—1941 годах — начальника отдела мостов и дорог, затем — начальник «Промстроя» волжских мостов в «Волгострое» НКВД СССР. В 1942—1943 годах руководил третьим районом при строительстве Нижнетагильского комбината.
С 1944 года работал в системе Главпромстроя НКВД СССР, принимал участие в создании советской атомной промышленности. Сперва руководил отделом гидротехнических работ, потом производственным отделом, затем стал заместителем главного инженера. В 1949—1953 годах — 3aместитель начальника Главпромстроя. В 1953—1955 годах — главный инженер Главпромстроя и военно-строительных частей Министерства среднего машиностроения СССР. С 1955 года — главный инженер и заместитель начальника Главного управления капитального строительства (ГУКС) Министерства среднего машиностроения.
Руководил и принимал активное участие в проектировании большинства предприятий атомной промышленности. В 1956—1957 годах находился в длительной командировке в Китае, где оказывал техническую помощь в организации атомной промышленности.
Умер в 1986 году. Похоронен на Кунцевском кладбище Москвы.

## Награды и звания
- Сталинская премия второй степени (1952) — за разработку и внедрение в строительство гидротехнических и промышленных сооружений метода вакуумирования бетона (в составе коллектива)
- Сталинская премия третьей степени (1951) — за разработку и внедрение в строительство способов механизированной укладки бетонной смеси (в составе коллектива)
- Ленинская премия[1]
- Заслуженный строитель РСФСР[1]